# خوان بيدرو لوبيز
خوان بيدرو لوبيز (بالإسبانية: Juan Pedro López)‏ (و. 1997  م) هو دراج  إسباني، ولد في نبريشة.

## التصنيف
| السنة     | 2018 | 2019 | 2020 | 2021 | 2022 | 2023 | 2024 |
| --------- | ---- | ---- | ---- | ---- | ---- | ---- | ---- |
| عالمي     | 2277 | 833  | 975  | 544  | 179  | 609  | 250  |
| أوروبا    | 1515 | 607  | 762  | 437  | 146  | -    | -    |
|           |      |      |      |      |      |      |      |
| مصدر: UCI |      |      |      |      |      |      |      |

## سجل الفوز

### سباقات أو مراحل فاز بها
| التاريخ        | السباق                 | المركز                                                                  |
| -------------- | ---------------------- | ----------------------------------------------------------------------- |
| 10 فبراير 2019 | فولتا فالنسيا 2019     | الرابع في تصنيف أفضل شاب                                                |
| 24 فبراير 2019 | طواف أنطاليا 2019      | الثالث في تصنيف الجبال، الرابع في التصنيف العام، السابع في تصنيف النقاط |
| 06 أبريل 2019  | جيرو دي سيسيليا 2019   | الخامس في تصنيف أفضل شاب                                                |
| 19 مايو 2019   | فويلتا أرغون 2019      | الثاني في تصنيف أفضل شاب                                                |
| 26 مايو 2019   | طواف أين 2019          | الثاني في تصنيف أفضل شاب                                                |
| 16 يونيو 2019  | طواف المجر 2019        | الثالث في تصنيف الجبال، السادس في التصنيف العام                         |
| 23 يونيو 2019  | طواف سلوفينيا 2019     | الثالث في تصنيف الجبال                                                  |
| 18 أغسطس 2019  | طواف يوتا 2019         | الثالث في تصنيف أفضل شاب                                                |
| 26 يناير 2020  | داون أندر 2020         | السادس في تصنيف أفضل شاب                                                |
| 24 يوليو 2021  | طواف والوني 2021       | السابع في تصنيف أفضل شاب                                                |
| 05 سبتمبر 2021 | طواف إسبانيا 2021      | المرتبة 13 في التصنيف العام، الثالث في تصنيف أفضل شاب                   |
| 29 مايو 2022   | طواف إيطاليا 2022      | الفائز في ترتيب النقاط للشباب                                           |
| 19 أبريل 2024  | جيرو ديل ترينتينو 2024 | الفائز في التصنيف العام                                                 |